# Midnight Towboy
Midnight Towboy, titulado Grúa de medianoche en Hispanoamérica y Grúa-boy de medianoche en España, es un episodio perteneciente a la temporada 19 de la serie animada Los Simpson, estrenado originalmente el 7 de octubre de 2007, el 8 de junio de 2008 en Hispanoamérica y el 5 de julio de 2009 en España. En este episodio, Homero descubre las bondades de trabajar como remolcador, pero su postura estricta genera molestia entre los motoristas, mientras que Marge intenta lidiar con la sobredependencia de Maggie hacia ella. El episodio fue escrito por Stephanie Gillis, y dirigido por Matthew Nastuk. Matt Dillon fue la estrella invitada, como Louie.
Durante su primera emisión, el episodio fue visto por 7,7 millones de espectadores, un número menor al del episodio previo.

## Sinopsis

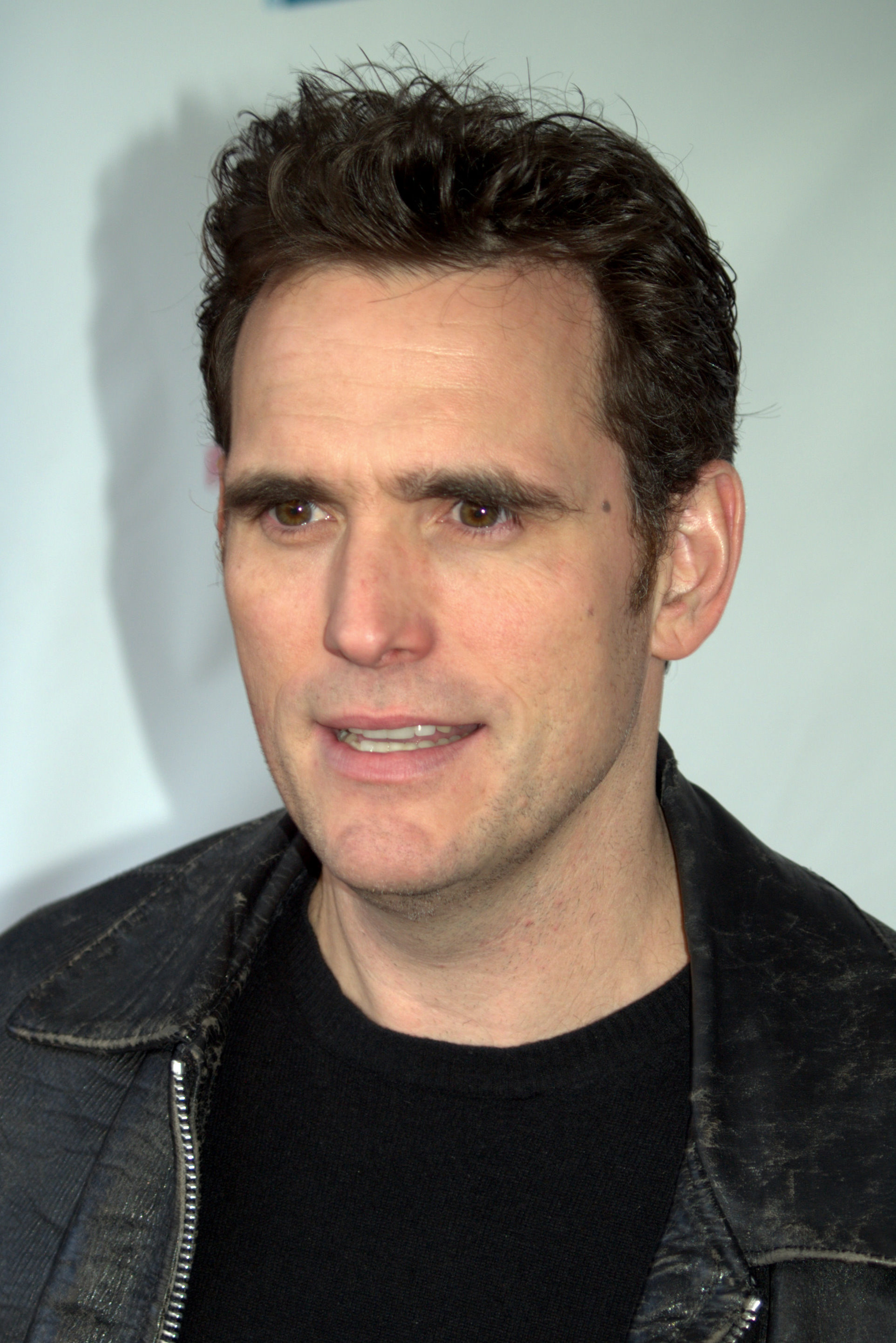
Matt Dillon interpretó a Louie, el remolcador de autos que conoce a Homer

Todo comienza cuando Marge trata de acostar a Maggie mientras que Homer hacía una fiesta con sus hijos y otros niños más. Pero Marge nota que su hija Maggie empieza a hacerse dependiente de ella, a tal punto que ni quiere estar con su padre Homer y por causa de esto, Marge rompe una botella de leche.
Mientras tanto, Homer anda buscando leche para Maggie por todos lados hasta que observa a un auto lechero que iba hacia Guidopolis. Homer compra la leche pero su auto está a punto de ser remolcado. Después de hablar con Louie, el conductor del remolque, esto hace que Homer se meta en el negocio de ganarse la vida remolcando autos. Louie invita a Homer a que sea conductor de un remolque de Springfield pero con la condición de que Homer no se acerque donde Louie remolque autos, ya que sería competencia.
Por otro lado, Marge (con ayuda de Bart y Lisa) contrata a una asesora para que les enseñe a su hija, el "Método C.R.I.E", un método para que los padres enseñen a ser independientes a sus hijos en temprana edad, como la de Maggie. El método funciona muy bien, pero Maggie ya no necesita a Marge para nada y, Marge llega a estar deprimida debido a la independencia de Maggie, a tal extremo que empieza a consentir una bolsa de patatas como si fuese su hija.
Mientras tanto, Homer se entusiasma con su trabajo de remolcar, pero los vecinos de Springfield se sienten molestos por la acción de Homer con los autos por lo que, lo engañan para que remolque en el territorio que le corresponde a Louie, ya que Homer por remolcar autos ahí debe sufrir las consecuencias. Como consecuencia, Homer decide remolcar un auto pensando que sigue en Springfield cuando e realidad, estaba en el territorio de Louie. Por lo que Louie se enfada y termina secuestrando a Homer.
Posteriormente y ante la ausencia de Homer y su grúa, los habitantes de Springfield piensan que están mejor sin Homer y su grúa remolcadora pero luego empiezan a rebelarse contra el sistema de estacionamientos de autos y la ciudad se congestiona terriblemente debido a la imprudencia de los mismos ciudadanos. Entre ellos, figuran Lenny y Carl (ellos se estacionan en un sitio para discapacitados), Agnes Skinner (quien se estaciona en diagonal, ocupando tres sitios de parqueo), Rainier Wolfcastle (quien se estaciona, atropellando el auto de Agnes Skinner), el Capitán McCallister (quien se estaciona en medio de la ciudad con su barco, y le lanza un arpón a un dirigible que estaba estacionado, y posteriormente, su barco sería atropellado por un tren que también iba en medio de la ciudad).
Como Homer estaba desaparecido y Marge angustiada, Maggie decide ir a rescatarlo junto a Ayudante de Santa, van hacia la casa de Louie, en cuyo sótano estaba encerrado Homer junto a otros hombres. Al ver al secuestrador saliendo de su casa, Maggie amarra el gancho de su grúa a los barrotes de la ventana del sótano, liberando así a su padre. Al regresar a su casa, Marge nota que Maggie estaba muy madura y crecida, pero la niña le demuestra que seguía siendo su hija pequeña al abrazarla y darle un beso.